# レーナ・マリア

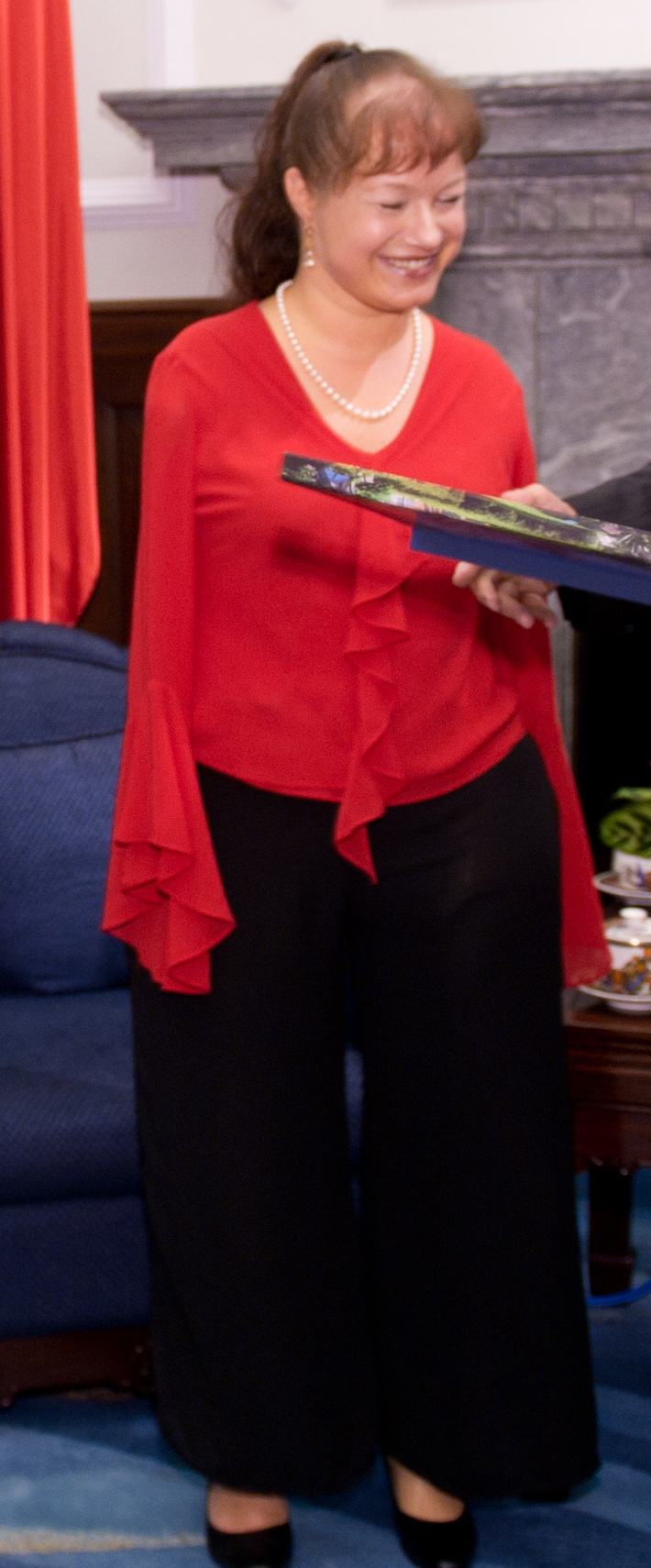
レーナ・マリア

レーナ・マリア・ヴェンデリウス（Lena Maria Vendelius、1968年9月28日 - ）は、スウェーデンの女性ゴスペルシンガー。ソウルパラリンピックにも水泳選手として出場していた。旧姓はヨハンソン、クリングヴァル。世界中で活動し来日してからのコンサートも行っている。

## 経歴
- 1968年、スウェーデン中南部のハーボ村で生まれる。障害があり、出生時から両腕がなく左脚が右脚の半分の長さだった。両親（母･アンナ、父・ロルフ）の元で育てられる。

- 1988年、ソウルパラリンピックに出場し、背泳4位、自由形5位、平泳ぎ6位、バタフライスウェーデン新記録で優勝する。その後、音楽で生きることを決意し水泳選手を引退した。レーナのドキュメンタリー番組である『目標に向けて』がヨーロッパの各地でテレビ放映され、大きな反響を呼んだ。

- 1991年、テレビ朝日の『ニュースステーション』でレーナのドキュメンタリー番組が放映される。その後、ニュースステーションに出演。
- 1995年、ビョーン・クリングヴァルとストックホルムで結婚（後、離婚）。
- 1998年、長野パラリンピック（冬季）の開会式で歌う。
- 1999年、大分国際車いすマラソン大会の開会式で歌う。
- 2017年、パトリック・ヴェンデリウスと結婚[1]。

## 関連書籍
- 「フット・ノート 足で書かれた物語」（小学館）ビヤネール多美子＆瀬口巴／訳　ISBN 4-09-356061-7
- 「レーナ・マリア」（学習まんが人物館・小学館学習まんがスペシャル）あべさより／まんが　ISBN 4-09-270015-6
- レーナ・マリア物語（金の星社）レーナ・マリア＆遠藤町子／作　ISBN 4-323-01860-6